# Parathelypteris nevadensis
Parathelypteris nevadensis är en kärrbräkenväxtart som först beskrevs av Bak., och fick sitt nu gällande namn av Holtt. Parathelypteris nevadensis ingår i släktet Parathelypteris och familjen Thelypteridaceae. Inga underarter finns listade.